# Tuyển tú thời Thanh

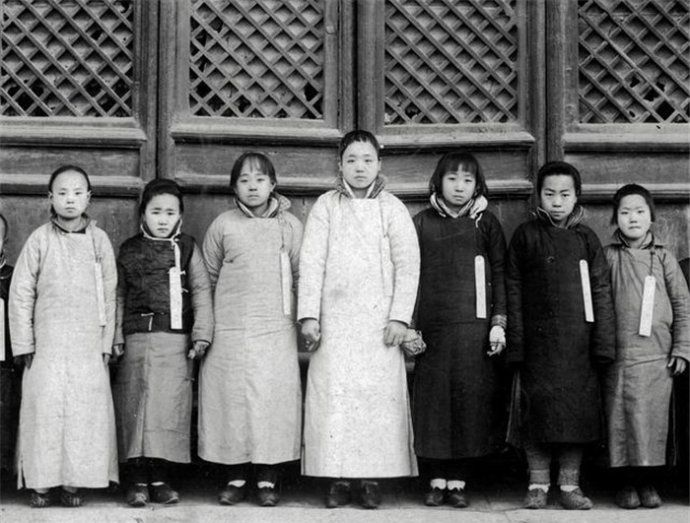
Ảnh chụp tuyển tú nữ thời cuối triều Thanh. Các tú nữ độ tuổi rất nhỏ, trên ngực đều đeo Lược đầu bài báo danh theo quy định.

Thanh cung tuyển tú (chữ Hán: 清宮選秀), là đợt tuyển chọn các thiếu nữ chưa chồng của triều đại nhà Thanh.
Đây là hình thức tuyển chọn nổi tiếng nhất trong hậu cung và phủ vương công nhà Thanh, cũng là loại đợt tuyển hậu cung được ghi lại tỉ mỉ và chi tiết nhất trong lịch sử Trung Quốc. Các Hoàng hậu, phi tần, thê thiếp của vương công cùng cung nữ triều Thanh đều được lựa chọn qua những đợt tuyển này. Những người tham gia đợt tuyển này, dù là Bát Kỳ tuyển tú hay Nội vụ phủ tuyển tú thì cũng đều được gọi chung là Tú nữ (秀女).

## Tổng quan
Chế độ tú nữ là đề tài thường xuyên được chú ý trong các đề tài về đời Thanh, là nơi xuất phát của đa số cuộc hôn nhân trong cung đình Thanh triều. Dựa trên xuất thân, nhà Thanh chia ra hai loại tuyển tú, mỗi loại dẫn đến kết quả khác nhau.
- Loại thứ nhất là chân chính Bát Kỳ tuyển tú (八旗選秀), mỗi 3 năm một lần. Cái gọi là "chân chính Bát Kỳ", tức là người Bát Kỳ không thuộc nhóm Bao y và Kỳ hạ Gia nô, có kỳ tịch chính thức, gọi là Kỳ phân Tá lĩnh hoặc Ngoại Bát kỳ. Người Ngoại Bát Kỳ tham gia tuyển tú sẽ được gọi là "Tú nữ", được chọn sẽ có thân phận Nội đình chủ vị (tức là Hoàng hậu hoặc phi tần), đây là nguồn lực chủ yếu của hậu cung. Như hai vị Trân phi và Cẩn phi thời Thanh mạt, là sau khi tuyển tú trúng tuyển được trực tiếp phong làm [Trân tần] và [Cẩn tần]. Nếu trúng tuyển nhưng không được chọn vào cung làm phi tần thì Tú nữ sẽ được chỉ hôn trở thành Đích Phúc tấn/Trắc Phúc tấn của vương công.
- Loại thứ hai là Nội vụ phủ Bao y tuyển tú (內府包衣選秀), mỗi năm 1 lần. Đợt tuyển này là chọn những Bao y trực thuộc Nội vụ phủ, tức là mang kỳ tịch thuộc về Thượng tam kỳ, là Tương Hoàng kỳ, Chính Hoàng kỳ và Chính Bạch kỳ của tầng lớp Bao y. Thiếu nữ thuộc Nội vụ phủ Bao y tham gia tuyển tú sẽ được gọi là "Nội vụ phủ tam kỳ tú nữ" (內府三旗秀女), người được lựa chọn sẽ trở thành cung nữ, trong các văn bản còn ghi "Cung nữ tử" (宮女子) hoặc Quan nữ tử, chẳng qua do các ghi chép triều Thanh đều ghi tú nữ Bát Kỳ và tú nữ Nội vụ phủ là "Tú nữ" nên mới thường xuyên dẫn đến chuyện nhầm lẫn. Các cung nữ đó đa số ở trong cung hầu hạ với thời gian trên dưới 10 năm, khoảng năm 25 tuổi (lệ thời Ung Chính) có thể xuất cung tự do hôn nhân. Rất ít trong số họ vì một số nguyên nhân mà được Hoàng đế sủng hạnh, được ban các vị phân thấp (Thường tại, Đáp ứng), sau đó có thể từ từ thăng tiến.

Hai loại tuyển tú này, do được phân định bởi xuất thân nên không thể nhầm lẫn. Không có khả năng xuất hiện tình huống "Tuyển tú thất bại sẽ làm cung nữ" như Bộ bộ kinh tâm.

## Bát Kỳ tuyển tú
Bát Kỳ tuyển tú triều Thanh là nguồn tuyển chủ yếu của hậu cung nhà Thanh. Sự nhất quán với tư duy thống trị của Hoàng đế Mãn Châu là nhằm hy vọng đảm bảo sự ổn định trong huyết thống hoàng tộc, cũng từng bước dần dần hình thành lực khống chế nhất định đối với nữ tử Bát Kỳ trong định chế tuyển tú. Dựa theo chế độ nhà Thanh, nữ tử trong một kỳ chỉ cần phù hợp điều kiện nhất định (ví dụ như chức quan của phụ thân) thì đều cần phải tham gia tuyển tú, chỉ khi sau lúc tuyển tú bị "Lược bài tử" thì mới có thể tự do hôn phối với người khác. Quy định này gắt gao đến nỗi, dẫu bị bệnh hoặc phải để tang thì cũng bị lưu tên để tham gia dự tuyển lần sau, nói chung là hoàn toàn không thể trốn được. Có thể nói rằng, phụ nữ Bát Kỳ thời Thanh nếu không vì các loại lý do đặc thù, thì đều đã từng phải tham gia tuyển tú, đây cũng là điểm quan trọng của chế độ tuyển tú.
Bất quá, vì chế độ cung đình nhà Thanh nghiêm ngặt, nữ tử Bát Kỳ một khi vào cung sẽ không thể liên lạc với gia đình, có hạnh phúc cũng không thể vượt qua sầu muộn, nên đời Thanh những gia tộc có địa vị thường không hy vọng nữ quyến của gia tộc mình được lựa chọn, từ số lượng lớn văn chương ["Mừng muội muội bị lược bài"; 賀妹撂牌] của người Bát Kỳ để lại cũng có thể thấy được điều đó. Nhìn chung, Bát Kỳ tuyển tú thật sự là ác mộng với các cô gái Bát Kỳ nhà quyền thế.

### Yêu cầu và quá trình
Yêu cầu và quá trình của một đợt Bát Kỳ tuyển tú triều Thanh:
1. Nữ tử Bát Kỳ, phàm là phù hợp yêu cầu thì đến 13 hay 14 tuổi phải báo danh cho Tá lĩnh, từ đó báo lên Đô thống. Cuối cùng, bộ Hộ sẽ xếp vào danh sách dự tuyển.
2. Tới lúc tuyển tú, quan viên trong kỳ và nhân viên bộ Hộ sẽ sắp xếp thứ tự theo kỳ tịch. Lúc đầu 1 ngày tuyển 2 kỳ, ví dụ ngày đầu tiên tuyển Tương Hoàng kỳ và Chính Hoàng kỳ, thì thứ tự sẽ là:"Tương Hoàng kỳ Mãn Châu, Tương Hoàng kỳ Mông Cổ, Tương Hoàng kỳ Hán Quân, Chính Hoàng kỳ Mãn Châu, Chính Hoàng kỳ Mông Cổ, Chính Hoàng kỳ Hán Quân", lần lượt như vậy mà dự tuyển. Thanh triều đến thời kỳ giữa có thay đổi, quy định con gái quan viên nhị phẩm trở lên thuộc Bát Kỳ Mãn Châu và Mông Cổ tuyển chung 1 ngày, còn lại như cũ chia kỳ tham tuyển (lệ vào định vào năm Gia Khánh thứ 20).
3. Sau khi an bài thứ tự ổn thỏa thì liền đưa người vào. Một ngày trước tuyển chọn, quan viên trong kỳ sẽ sắp xếp xe ngựa, tiến hành sắp hàng các xe. Vào nửa đêm, các tú nữ sẽ nhộn nhịp nhập cung từ Địa An môn (地安門) đi đến hàng rào phía đông Thần Vũ môn (神武門). Sau khi Thần Vũ môn mở cửa, tú nữ theo thứ tự mà xuống xe, xe ngựa sẽ đi qua Đông Hoa môn (東華門) làm 1 vòng từ phía Đông rồi lại dừng trước Thần Vũ môn. Còn các tú nữ sẽ được thái giám đưa vào nội cung.
4. Sau khi tú nữ vào cung sẽ được đưa đến địa điểm tuyển chọn chuyên biệt. Địa điểm này hay thay đổi, nhưng giống nhau đều là ở trong nhà, ví dụ như Khôn Ninh môn (坤寧門). Thời điểm duyệt tuyển, 1 loạt 5 người sẽ tiến vào[1], mà những tú nữ này khi gặp Hoàng đế và Hoàng hậu[2] sẽ giống nhau, đều đứng chứ không quỳ. Bài tử của tú nữ gọi là ["Lục đầu bài"; 綠頭牌], giống với thẻ bài của đại thần khi tiếp kiến. Thời điểm xét tuyển, lục đầu bài sẽ đặt trên ngự án, trên người tú nữ cũng sẽ đeo một cái thẻ gỗ nhỏ để nhận biết. Trên thẻ bài viết ["xx kỳ xx quan chi nữ xx thị"], đôi khi còn viết cả ba đời, viết chức quan + tên húy của ông nội và ông cố tú nữ[3], nếu tú nữ cùng Nội đình chủ vị trong hậu cung có quan hệ thì cũng thường được ghi chú đặc biệt lại. Nếu hợp ý Đế-Hậu, bài tử sẽ được giữ lại, còn không thì sẽ không được giữ, nên mới gọi là Lưu bài tử (留牌子) và Lược bài tử (撂牌子).
5. Nếu tú nữ bị lược thẻ thì từ đây có quyền tự do kết hôn, có thể hồi đáp sắp xếp của cha mẹ và bà mối. Đôi lúc sau khi bị lược thẻ, sẽ được Đế-Hậu ban cho một số vật phẩm nhỏ, chỉ là thưởng hay không thưởng, thưởng nhiều hay thưởng ít có liên quan tới gia thế của tú nữ, và thường là thưởng tơ lụa hoặc phụ kiện gì đó.
6. Còn tú nữ được lưu thẻ thì cũng trở về nhà tạm thời, tới thời kỳ sẽ ["phục tuyển"; 複選]. Thời điểm phục tuyển sẽ lại có người bị lược thẻ hoặc tiếp tục được lưu thẻ, từ đó được an bài thêm 1 bước nữa, khả năng sẽ được chỉ hôn cho tông thất chi gần hoặc trở thành Hậu cung chủ vị.

Lệ cấm về tuyển tú đời Thanh:
- Từ Thuận Trị trở đi: con gái dòng Giác La, người có khuyết tật.
- Từ năm Càn Long thứ 7 đến Gia Khánh thứ 12: chị em gái của Thái hậu hoặc Hoàng hậu, con gái của em trai Thái hậu hoặc Hoàng hậu.
- Từ năm Gia Khánh thứ 5 đến Gia Khánh thứ 12: chị em gái của Hoàng quý phi, Quý phi, Phi và Tần.
- Từ năm Gia Khánh thứ 6 trở đi: con gái của Công chúa.
- Từ năm Đạo Quang thứ 2 trở đi: người Bát Kỳ có hồ sơ khác thường, con gái của người Bát Kỳ vốn là dân thường[4].

### Lệ chi tiết
| Điều kiện về chức quan của phụ thân Tú nữ | Điều kiện về chức quan của phụ thân Tú nữ | Điều kiện về chức quan của phụ thân Tú nữ          | Điều kiện về chức quan của phụ thân Tú nữ | Điều kiện về chức quan của phụ thân Tú nữ |
| Thời gian                                 | Người Bát Kỳ ở kinh sư                    | Người Bát Kỳ ở kinh sư                             | Người Bát Kỳ ngoại nhậm                   | Người Bát Kỳ trú phòng (trong quân ngũ)   |
| Thời gian                                 | Mãn Châu, Mông Cổ                         | Hán Quân                                           | Người Bát Kỳ ngoại nhậm                   | Người Bát Kỳ trú phòng (trong quân ngũ)   |
| ----------------------------------------- | ----------------------------------------- | -------------------------------------------------- | ----------------------------------------- | ----------------------------------------- |
| Thời Thuận Trị đến Càn Long thứ 7         | Toàn bộ                                   | Toàn bộ                                            | Toàn bộ                                   | Toàn bộ                                   |
| Năm Càn Long thứ 8 đến năm thứ 11         | Toàn bộ                                   | Toàn bộ                                            | Văn: Đồng tri trở lên Võ: Du kích trở lên | Toàn bộ                                   |
| Năm Càn Long thứ 11 đến Gia Khánh thứ 11  | Toàn bộ                                   | Toàn bộ                                            | Văn: Đồng tri trở lên Võ: Du kích trở lên | Tướng quân, Đô thống và Phó Đô thống      |
| Năm Gia Khánh thứ 11 đến năm thứ 12       | Toàn bộ                                   | Văn:Bút thiếp thức trở lên Võ:Kiêu kỵ giáo trở lên | Văn: Đồng tri trở lên Võ: Du kích trở lên | Tướng quân, Đô thống và Phó Đô thống      |
| Năm Gia Khánh thứ 12 đến Quang Tự thứ 12  | Hộ quân, Lĩnh thôi trở lên                | Văn:Bút thiếp thức trở lên Võ:Kiêu kỵ giáo trở lên | Văn: Đồng tri trở lên Võ: Du kích trở lên | Tướng quân, Đô thống và Phó Đô thống      |

- Ghi chú:

1. Đồng tri (同知), tức "Tri phủ đồng tri", phó lãnh đạo của 1 phủ, phụ tá Tri phủ, quan văn hàm Chính ngũ phẩm.
2. Du kích (游擊), chức quan trong quân đội địa phương, thấp hơn Tham tướng, là võ quan hàm Tòng tam phẩm.
3. Tướng quân (將軍), Đô thống (都統) và Phó Đô thống (副都統) đều là chức quan trú phòng tại các tỉnh, tùy vào địa điểm đóng quân mà số lượng người giữ chức cũng khác nhau. Ví dụ ở Tây An, Trú phòng tướng quân có một người, Phó Đô thống có một người (không có đô thống); Sát Cáp Nhĩ có Đô thống 1 người, Phó Đô thống 2 người. Đây là những chức quan lãnh đạo và phó lãnh đạo quân đồn trú tại các tỉnh. Trú phòng tướng quân thuộc Chính nhất phẩm, năm Càn Long thứ 30 trở đi sửa thành Tòng nhất phẩm. Đô thống hàm Tòng nhất phẩm, Phó Đô thống hàm Chính nhị phẩm.
4. Bút thiếp thức (筆帖式) là chức quan cấp dưới trong quân Bát Kỳ và nhiều cơ quan (bộ, viện) khác, mỗi kỳ có mấy chục Bút thiếp thức, cấp bậc từ Thất phẩm đến Cửu phẩm, thậm chí là quan văn/võ không có phẩm trật.
5. Kiêu kỵ giáo (驍騎校) là chức quan trong Kiêu kỵ doanh của quân Bát Kỳ, trong mỗi Tá lĩnh của các kỳ bổ nhiệm 1 người, là quan võ hàm Chính lục phẩm.
6. Hộ quân (護軍) và Lĩnh thôi (領催) là các chức quan võ dự khuyết trong cơ cấu Bát Kỳ Tá lĩnh, không có phẩm trật, số lượng hay thay đổi theo thời kỳ, theo định chế thời Khang Hi dưới mỗi Tá lĩnh có 17 Hộ quân, 6 Lĩnh thôi, thuộc hàng cao cấp trong các binh đinh của Tá lĩnh, xếp trên Mã giáp (馬甲) và Bộ giáp (步甲). Nói đến Mã giáp và Bộ giáp, con cái những người thuộc nhóm này vào giữa và cuối thời Thanh không cần tham gia tuyển tú.

Thời Quang Tự là thời kỳ thay đổi liên tục lệ tuyển tú nhất, cụ thể:
| Sự thay đổi liên tục về lệ tuyển tú thời Quang Tự | Sự thay đổi liên tục về lệ tuyển tú thời Quang Tự | Sự thay đổi liên tục về lệ tuyển tú thời Quang Tự  | Sự thay đổi liên tục về lệ tuyển tú thời Quang Tự  | Sự thay đổi liên tục về lệ tuyển tú thời Quang Tự | Sự thay đổi liên tục về lệ tuyển tú thời Quang Tự |
| Thời gian                                         | Độ tuổi                                           | Người Bát Kỳ ở kinh sư                             | Người Bát Kỳ ở kinh sư                             | Người Bát Kỳ ngoại nhậm                           | Người Bát Kỳ ngoại nhậm                           |
| ------------------------------------------------- | ------------------------------------------------- | -------------------------------------------------- | -------------------------------------------------- | ------------------------------------------------- | ------------------------------------------------- |
| Năm thứ 12                                        | 13 đến 19                                         | Đương nhiệm                                        | Văn: hàm Lục phẩm trở lên Võ: hàm Ngũ phẩm trở lên | Đương nhiệm                                       | Văn:Tri phủ trở lên Võ:Tham tướng trở lên         |
| Năm thứ 12                                        | 13 đến 19                                         | Nguyên nhiệm                                       | Văn: hàm Lục phẩm trở lên Võ: hàm Lục phẩm trở lên | Nguyên nhiệm                                      | Văn:Tri phủ trở lên Võ:Tham tướng trở lên         |
| Năm thứ 17                                        | 15 đến 19                                         | Văn: hàm Ngũ phẩm trở lên Võ: hàm Tứ phẩm trở lên  | Văn: hàm Ngũ phẩm trở lên Võ: hàm Tứ phẩm trở lên  | Toàn bộ không được dự tuyển                       | Toàn bộ không được dự tuyển                       |
| Năm thứ 20                                        | 15 đến 18                                         | Văn: hàm Lục phẩm trở lên Võ: hàm Ngũ phẩm trở lên | Văn: hàm Lục phẩm trở lên Võ: hàm Ngũ phẩm trở lên | Không rõ                                          | Không rõ                                          |
| Năm thứ 32                                        | 14 đến 18                                         | Văn: hàm Ngũ phẩm trở lên Võ: hàm Tứ phẩm trở lên  | Văn: hàm Ngũ phẩm trở lên Võ: hàm Tứ phẩm trở lên  | Văn: hàm Ngũ phẩm trở lên Võ: hàm Tứ phẩm trở lên | Văn: hàm Ngũ phẩm trở lên Võ: hàm Tứ phẩm trở lên |
| Từ năm thứ 32 trở đi                              | Đình chỉ tuyển tú                                 | Đình chỉ tuyển tú                                  | Đình chỉ tuyển tú                                  | Đình chỉ tuyển tú                                 | Đình chỉ tuyển tú                                 |

### Chỉ hôn cho tú nữ
Các văn bản đều ghi lại kết quả tuyển tú là [Sung nhập hậu cung; 充入後宮] hoặc [Gả cho Tông Thất chi gần; 指派給予近支宗室]. Đối với loại thứ 2, rất nhiều phim truyện về đời Thanh đều ghi rằng "Hoàng đế tuyển một lần, Vương gia tông thất tuyển thêm 1 lần nữa", chuyện này vô cùng sai lầm.
Căn cứ vào chế độ đời Thanh, khi Hoàng đế tuyển tú sẽ lấy tâm lý "quan tâm thân thuộc", tiến hành chỉ hôn cho họ hàng gần. Hoàng tộc chi gần, tức cận phái tông chi hay cận chi cận phái, là những Tông Thất có huyết thống gần với Hoàng đế nhất. Mà trong vấn đề tuyển tú chỉ hôn, những người này là Hoàng tử, Hoàng tôn hoặc những Tông Thất có chung tổ phụ (ông nội) với Hoàng đế. Ví dụ thời Càn Long, khi tuyển tú thì Hoàng đế đã yêu cầu Tông Nhân phủ liệt kê các hậu duệ của Khang Hi Đế trong phạm vi độ tuổi phù hợp thành hôn, viết lên lục đầu bài, nếu thấy có tú nữ thích hợp sẽ xem xét phối hôn. Tới thời Gia Khánh, Gia Khánh Đế cũng y theo tiền lệ thời Càn Long, yêu cầu Tông nhân phủ liệt kê các hậu duệ của Ung Chính Đế cần ban hôn. Đương nhiên, có giai đoạn các Tông Thất cần chỉ hôn rất nhiều mà số được ban hôn lại rất ít, nên mới nói không phải hôn nhân của Tông Thất chi gần nào cũng đều do Hoàng đế quyết định.

## Nội vụ phủ tuyển tú
Vấn đề cung nữ triều Thanh luôn là một đề tài tương đối phức tạp. Trong thực tế, các ghi chép đời Thanh cũng có xuất hiện chuyện lẫn lộn Bát Kỳ tuyển tú và Nội vụ phủ tuyển tú, đến các nghiên cứu đời sau thì sự nhầm lẫn này càng thêm rõ ràng, thậm chí lại có xu hướng cẩu thả. Xem xét chế độ cung nữ phức tạp thời Minh, triều đình nhà Thanh từ việc lựa chọn người của Nội vụ phủ Bát Kỳ mà xây dựng nên chế độ cung nữ của riêng mình, đem Thượng tam kỳ Bao y thuộc quản lý trực tiếp của Hoàng đế để phục vụ người nhà của Hoàng đế (kỳ chủ), cũng là một bước tiến so với chế độ bao y Mãn Châu trước khi nhập quan.
Chế độ cung nữ thời Thanh, trong phương diện tuyển chọn nhân lực thì cơ bản giống với Bát Kỳ tuyển tú, chẳng qua những hạn chế đối với chức quan của phụ thân gần như không có, là do mục đích cuối cùng của tuyển chọn là để lựa cung nữ chứ không phải hậu cung. Bất quá cung nữ ở trong cung hầu hạ ngẫu nhiên được Hoàng đế sủng hạnh mà trở thành phi tần tuy rằng có rất nhiều trường hợp, nhưng ở đời Thanh, những trường hợp này so với tổng số tỉ lệ vẫn rất nhỏ.

### Yêu cầu và quá trình
1. Phàm là nữ tử thuộc Thượng tam kỳ Bao y phù hợp tiêu chuẩn, đến năm 11 tuổi phải báo cáo để Nội vụ phủ lập danh sách dự tuyển.
2. Tới thời điểm tuyển tú, họ sẽ được quan viên Nội vụ phủ sắp xếp, tiến hành lựa chọn theo trình tự.
3. Sau khi sắp xếp xong xuôi, sẽ giống như Bát Kỳ tuyển tú, ở trong xe ngựa đợi ở Thần Vũ môn rồi được thái giám đưa vào nội cung.
4. Nội vụ phủ tú nữ sau khi được thái giám đưa vào cung, sẽ đến địa điểm chuyên biệt để Đế-Hậu xem xét.
5. Căn cứ tư liệu từ nhân chứng đời Thanh, Nội vụ phủ tú nữ được lựa chọn sẽ được giữ lại trong cung huấn luyện, dạy dỗ một số chuyện lặt vặt, thêu thùa may vá và các lễ nghi trong cung.
6. Căn cứ vào biểu hiện khi huấn luyện, những người được chọn sẽ được phân đến những nơi khác nhau, làm những việc khác nhau.

Cung nữ làm việc trong cung chỉ là chuyện tạm thời, nói như vậy tức là sau từ 5 năm đến 10 năm, hoặc đến 25 tuổi (trước thời Ung Chính là 30 tuổi) thì có thể trình báo, nhận được sự cho phép thì có thể xuất cung tự do kết hôn, đương nhiên cũng có trường hợp bị trục xuất trước thời hạn do bệnh tật hoặc phạm lỗi. Chỉ là thường cung nữ không cần phải đến 25 tuổi, hơn 20 tuổi là có thể xuất cung rồi. Và có 1 bộ phận rất nhỏ trong số họ ngẫu nhiên được Hoàng đế sủng hạnh, trở thành Hậu phi cấp thấp (thông thường là Thường tại và Đáp ứng), rồi có thể từ từ leo lên. Ngoài ra cũng có một số trường hợp đặc thù, sau khi Nội vụ phủ tuyển tú kết thúc hoặc đang làm việc trong cung thì được sắp xếp chỉ hôn cho Tông Thất nào đó (xem bài Phúc tấn). Cũng có cung nữ sau khi đủ tuổi xuất cung được tứ hôn cho đại thần trong Bát Kỳ làm vợ hoặc thiếp. Đương nhiên, cũng có 1 nhóm rất ít được Hậu phi tín nhiệm, ngây dại ở trong cung năm này qua năm khác.

### Cung nữ và Nữ quan
Khái niệm Nữ quan triều Thanh và các triều đại Trung Quốc trước đây trên định nghĩa không giống nhau. Các triều đại khác của Trung Quốc, thì "nữ quan" là một chế độ có phẩm cấp rõ ràng và thực hiện chấp chưởng cung nữ, còn Thanh triều thì đó chỉ là những Ngoại mệnh phụ được Nội vụ phủ đề cử để tiến hành hỗ trợ những nghi thức trong các điển lễ quan trọng trong hoàng tộc, mang tính chất tạm thời, hoàn toàn khác nhau.
Cung nữ trong cung đình nhà Thanh, dựa vào lý lịch và bổn phận mà có chuyện "đẳng cấp ngầm". Như thân phận cung nữ lâu năm sẽ cao hơn cung nữ mới đến, cung nữ thân cận với Đế-Hậu sẽ cao hơn cung nữ làm việc vặt, nhưng do triều Thanh không hình thành chế độ nữ quan nghiêm khác như các triều đại Trung Quốc khác nên đãi ngộ nhìn chung vẫn là dành cho cung nữ.
Bên cạnh đó, có hai vị Dụ Đức Linh và Dụ Dung Linh đều xưng là "nữ quan", mà các hồi ký của Đức Linh cũng tự xưng mình là "Ngự tiền nữ quan" (御前女官), là một trong Tử Cấm Thành bát nữ quan (紫禁城八女官). Mà thực tế thì những cách gọi này đều là xưng hô nôm na, hoặc rất có thể là cách Đức Linh "mạ vàng" cho bản thân. Dụ Đức Linh và Khánh vương phủ Tứ cách cách các loại, chỉ là thường xuyên vào cung làm bạn với Từ Hi Thái hậu, cùng bà vãn chuyện mà thôi, không quan hệ với các kiểu cung nữ và nữ quan đó. Bất quá chuyện tiếm xưng vào thời Thanh rất nhiều, cũng có thể là thái giám hoặc người ngoại quốc tiếm xưng Đức Linh là nữ quan, và bà ấy lấy đó như một sự khen tặng để nâng cao vị trí của mình.

## Tổng quan
Một số điểm cần chú ý về tuyển chọn Bát Kỳ tú nữ và Nội vụ phủ tú nữ:
- Các nữ tử Bát Kỳ không thể tránh được tuyển tú, dù có bị bệnh cũng phải lưu tên lại.
- Tuy rằng trên quy định là tuyển Bát Kỳ tú nữ 3 năm 1 lần, Nội vụ phủ tú nữ 1 năm 1 lần nhưng thực tế cũng không hoàn toàn tuân thủ, đặc biệt là Nội vụ phủ tuyển tú. Theo chế độ thời Thanh, mỗi năm sau khi Nội vụ phủ lập danh sách thì phải báo cáo cho Hoàng đế, tuyển hay không thì phải được Hoàng đế đồng ý mới có thể tiến hành.
- Bát Kỳ tú nữ sau khi trải qua tuyển chọn, nhập cung sẽ thường sơ phong Quý nhân trở lên, một số là Thường tại, và hầu như không ai được phong Đáp ứng. Còn Nội vụ phủ tú nữ, tức cung nữ, nếu được ân sủng trở thành hậu cung, phân vị ban đầu sẽ là thường Đáp ứng hoặc Thường tại.
- Thời Thuận Trị và Khang Hi, chế độ chưa hoàn chỉnh nên trường hợp ngoại lệ rất nhiều. Do tư liệu thiếu khuyết nên có thể sẽ phải làm mục riêng.